# Batavia (schip, 1995)
De Batavia is een Nederlands spiegelretourschip dat een reconstructie is van de 17e-eeuwse Batavia. Het schip werd gebouwd van 1985 tot 1995 op de Bataviawerf in Lelystad en is daar ook te bezichtigen.
De bouw was het initiatief van scheepsbouwer Willem Vos op basis van de uit archieven bekende hoofdmaten van het oorspronkelijke schip. Ten tijde van de bouw van de Batavia werkten scheepsbouwers nog niet met bouwtekeningen, maar op basis van een systeem van afgeleide maten dat van vader op zoon werd doorgegeven. De meeste informatie over 17de-eeuwse schepen komt uit geschreven bestekken, de bekende boeken van Nicolaes Witsen en Cornelis van IJk, schilderijen en tekeningen. 
Van de Batavia zijn geen natuurgetrouwe tekeningen bekend. Details zijn door de bouwers van de reconstructie daarom zelf ingevuld op basis van onderzoek van verwante schepen uit deze periode. Het schip is zo veel mogelijk voorzien van alle details uit die tijd, van het beeldhouwwerk op de spiegel tot het allemansend op de plaats waar de manschappen hun behoefte deden.
De bouw van de reconstructie begon op 4 oktober 1985 en werd afgesloten met de tewaterlating en doop door koningin Beatrix op 7 april 1995.
Het kreeg een vaste plaats als toeristische attractie in Batavialand, Lelystad, maar kwam daar bij gelegenheid vandaan. Zo figureerde het schip in de film Michiel de Ruyter; eerder kwam het al voor in de film De scheepsjongens van Bontekoe. In 2022 werd bekend dat de conditie van het schip zodanig is teruggelopen dat het schip niet langer te water kan blijven.

## Kenmerken
- Totale lengte tuigage: 21 km
- Zeiloppervlak: 1180 m²
- Geschut: 24 gietijzeren kanonnen
- Aantal opvarenden in 1628: 341
- Lijfspreuk van Willem van Oranje (aangebracht in de kajuit): Point n'est besoin d'espérer pour entreprendre, ni de réussir pour persévérer. (Het is niet nodig verwachtingen te koesteren om te ondernemen, noch te slagen om te volharden.)
- Scheepsbouwmeester reconstructie: Willem Vos
- Totaal aantal mensen dat tussen 1985 en 1995 op enige wijze aan de Batavia heeft gewerkt: 1140